# Ivan Mažuranić
Iván Mažuranić (11 de agosto de 1814 - 4 de agosto de 1890) fue un destacado poeta, lingüista y político croata del siglo XIX, conocido por sus contribuciones a la literatura croata y su influencia en la política y la cultura del país. Es considerado una figura central en el Renacimiento Nacional Croata (Hrvatski narodni preporod).

## Biografía
Nacido en Novi Vinodolski, en la costa adriática de Croacia, Iván Mažuranić provenía de una familia acomodada de agricultores. Recibió una educación sólida, estudiando filosofía y derecho en Zagreb y Pest (actual Budapest).  Durante su juventud, se involucró en el movimiento ilirio, que promovía la unificación cultural y política de los eslavos del sur y el fortalecimiento de la identidad nacional croata.

### Contribuciones Literarias
Mažuranić es más conocido por su poema épico “La muerte de Smail-aga Čengić” (Smrt Smail-age Čengića), publicado en 1846. Esta obra, considerada una de las más importantes de la literatura croata, relata la lucha de los montenegrinos contra el dominio otomano, destacando temas de libertad y heroísmo.
Además de su obra poética, Mažuranić jugó un papel crucial en la estandarización del idioma croata, trabajando junto con otros lingüistas como Ljudevit Gaj. Este esfuerzo fue vital para el desarrollo de una identidad cultural y nacional cohesiva en Croacia.

### Carrera Política
En 1861, Mažuranić fue elegido diputado en el Parlamento Croata (Sabor). En 1873, hizo historia al convertirse en el primer Ban (virrey) de Croacia que no provenía de la nobleza, un cargo que ocupó hasta 1880. Durante su mandato, implementó importantes reformas administrativas, educativas y judiciales que ayudaron a modernizar el estado croata.
Entre sus logros más destacados se encuentran la reforma del sistema educativo, que estableció la educación primaria obligatoria y gratuita, y la promoción del desarrollo económico e infraestructural del país.

## Legado
Iván Mažuranić es recordado como un patriota y reformador comprometido. Su trabajo en la literatura y la política dejó una huella duradera en Croacia. Es celebrado por su papel en la lucha por la identidad nacional croata y por sus contribuciones al avance de los derechos civiles y la educación.
Mažuranić falleció el 4 de agosto de 1890 en Zagreb. Su legado continúa vivo en la cultura croata, y su figura es reconocida como un símbolo del renacimiento y la modernización de Croacia.

## Obras Principales
- “La muerte de Smail-aga Čengić” (Smrt Smail-age Čengića) – Poema épico, 1846.
- Contribuciones a la estandarización del idioma croata.